# Diaea multopunctata
Diaea multopunctata är en spindelart som beskrevs av Ludwig Carl Christian Koch 1874. Diaea multopunctata ingår i släktet Diaea och familjen krabbspindlar. Inga underarter finns listade i Catalogue of Life.